# Pieve

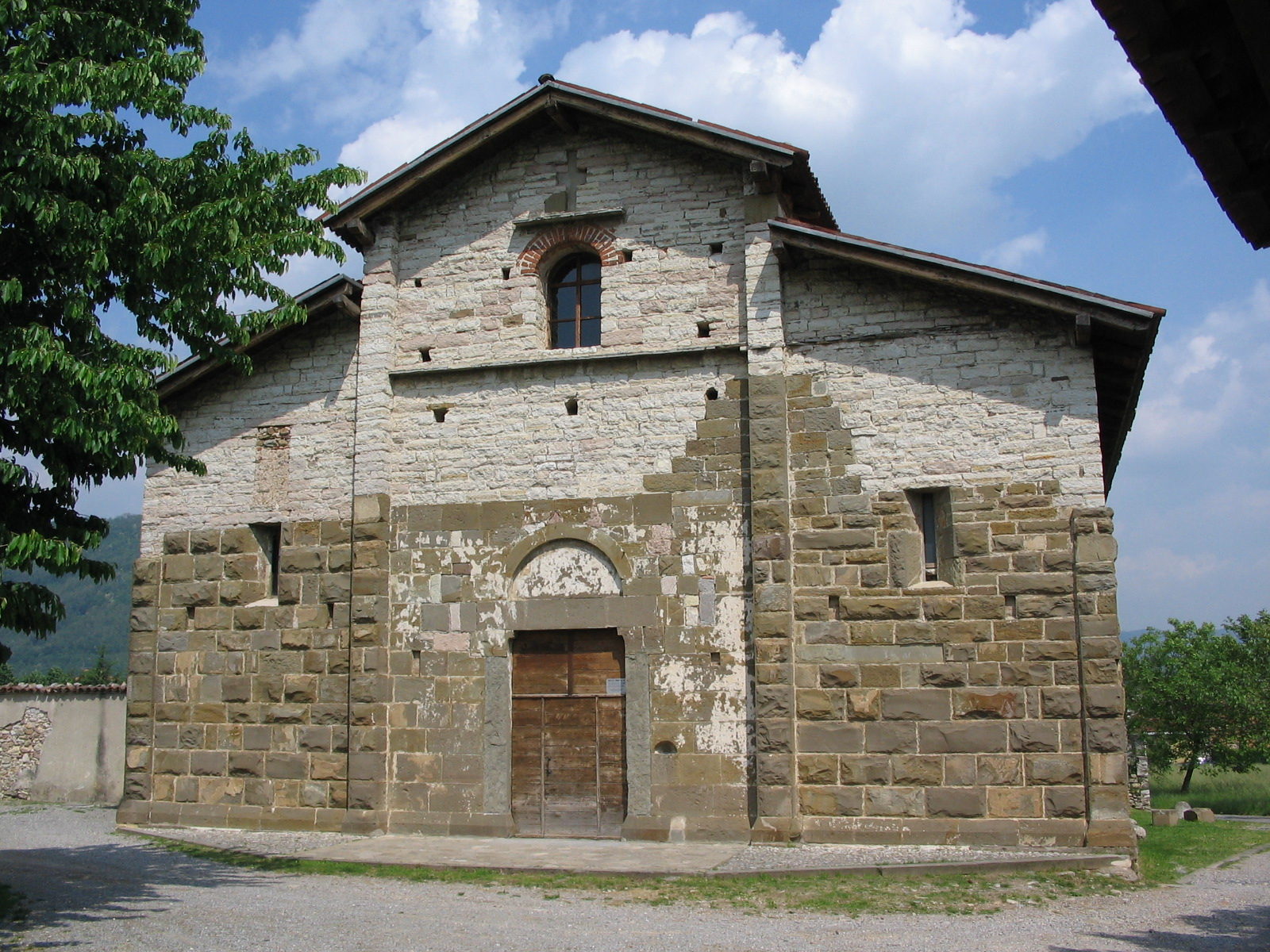
Pieve Almenno San Salvatore.

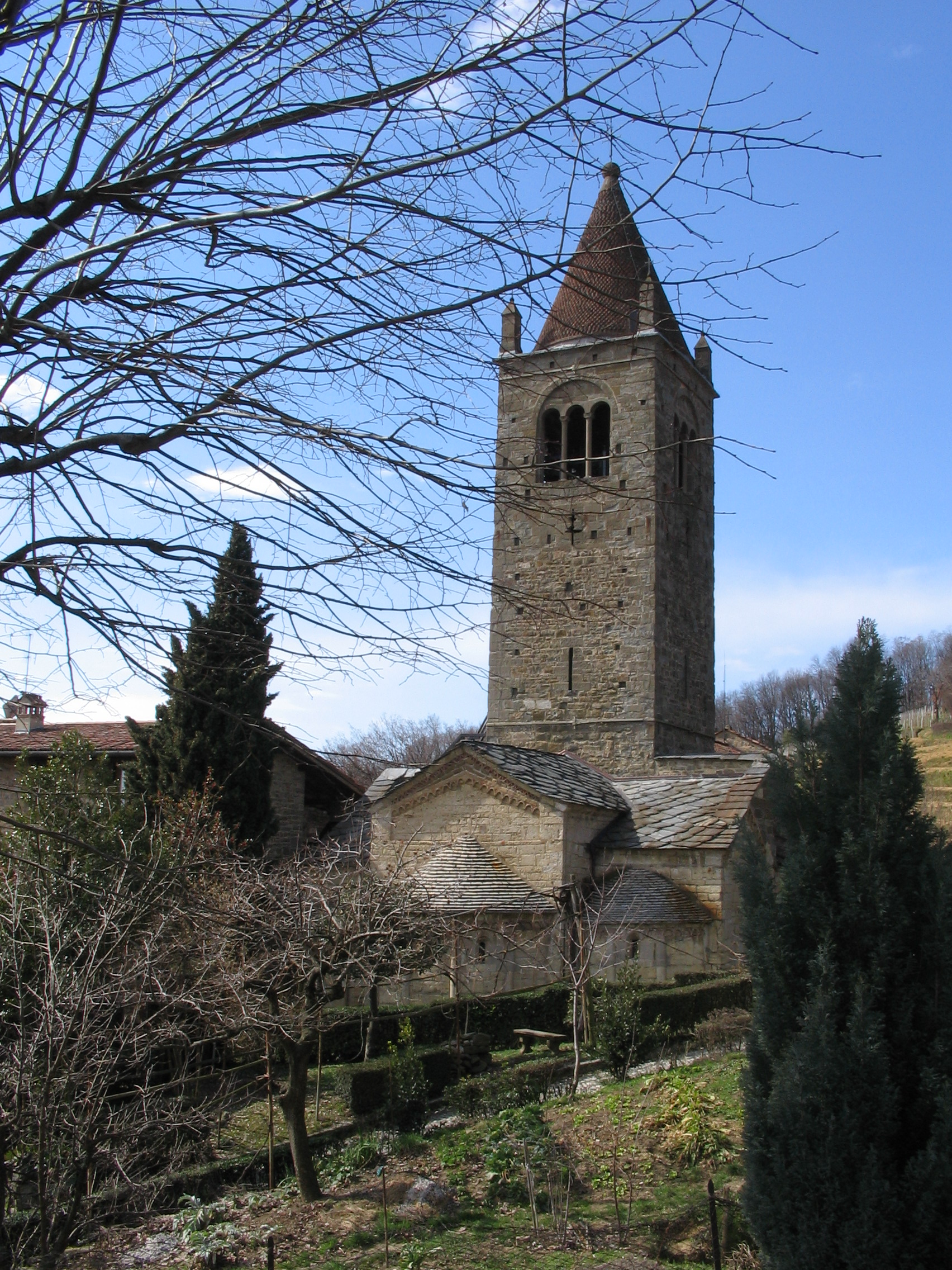
Pieve Sant’Egidio in Fontanella bei Sotto il Monte Giovanni XXIII

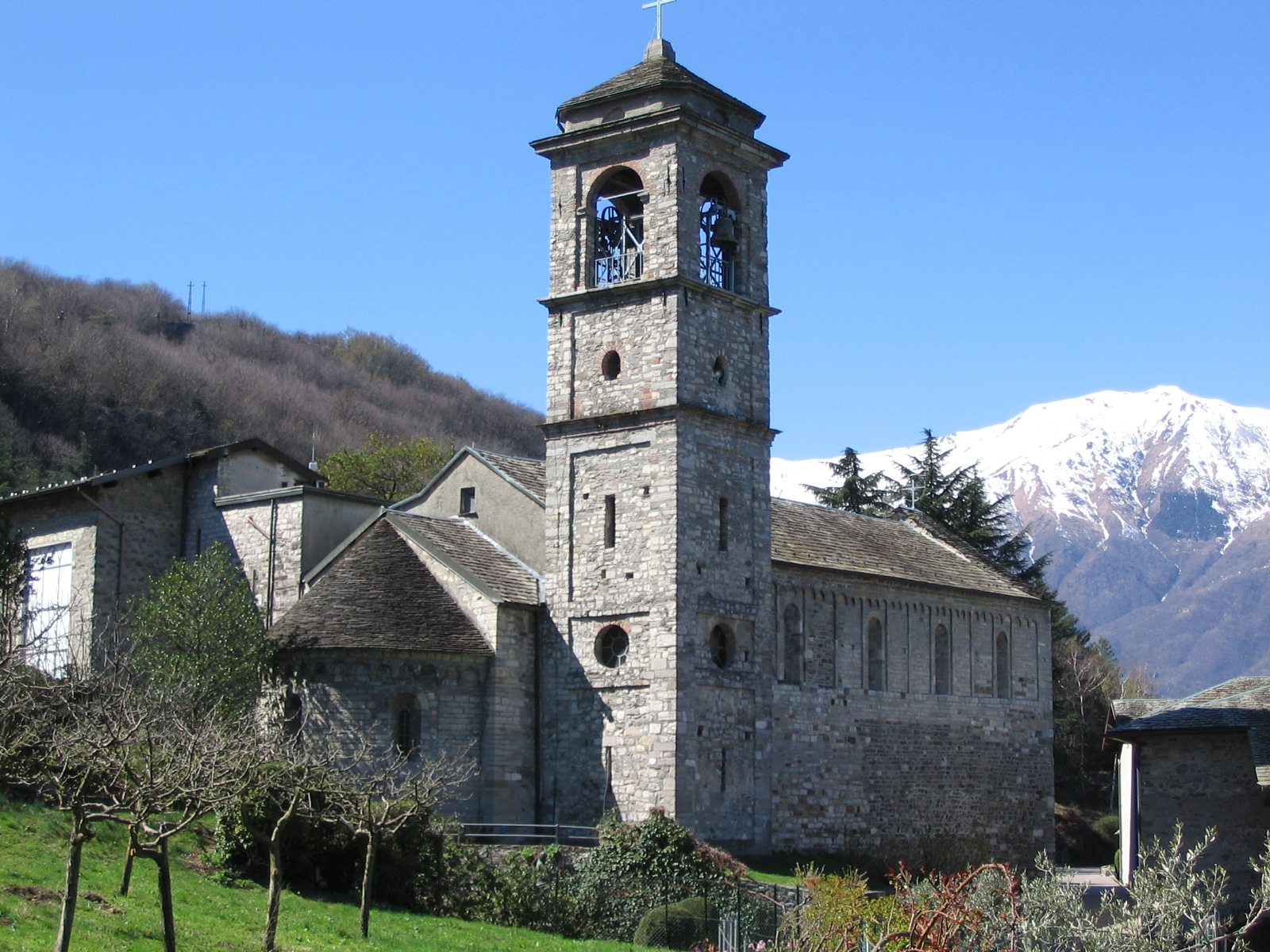
Pieve Piona

Eine Pieve (italienisch veraltet für Pfarrei) war im Mittelalter in ländlichen Gegenden Nord- und Mittelitaliens ein Pfarrbezirk und eine Kirche mit besonderen Rechten, beispielsweise dem Recht zur Taufe und Bestattung. Nur eine Pieve besaß ein Taufbecken und einen Friedhof. Es gab diese pievi in großer Zahl, selten in Städten als Konkurrenz der autarken urbanen Bevölkerung zur feudalen Bischofskirche. Eine wichtige Ausnahme insoweit ist Santa Maria della Pieve in Arezzo. 

## Herkunft und Geschichte des Begriffs
Pieve leitet sich ab aus dem lateinischen plebs, plebis her. In der Geschichte der Plebejer im Römischen Reich ist dieser Begriff historisch nachvollziehbar, wobei die Pieve im hier definierten Sinne sich auf die plebs rustica, d. h. die arbeitende Landbevölkerung im Umkreis von Städten (oppida), gründete. 
Als in der Spätantike im Zuge der Völkerwanderung die römischen Sozial- und Verwaltungsstrukturen langsam verfielen, etablierte sich zunächst in schwer zugänglichen Gebirgs- und sonstigen abgelegenen Regionen, später flächendeckend  ein autarkes lokales Selbstverwaltungssystem der Landbevölkerung. Mit der Ausbreitung des Christentums seit dem 5. Jahrhundert bildeten sich allmählich die dörflichen klerikalen Strukturen (Pfarreien). In diesen christlichen Gemeinden auf dem Lande besaß die Pfarrei auch die Rechtsprechung und nahm den Zehnten von den Bauern ein.   
Die kirchlichen Kernfunktionen der Pfarreien (Versammlung der Bevölkerung zum Gottesdienst, Vollziehung von Zeremonien) waren etwa im 10. Jahrhundert in ganz Nord- und Mittelitalien etabliert. In diesem Zeitraum kam zum erweiterten Pieve-Begriff der administrativ tätigen Pfarrei auch die engere Bedeutung der Kirchengebäude selbst hinzu, die häufig auf den Fundamenten römischer Villen erbaut wurden.

## Der Begriff in italienischen Ortsnamen
Der historische Pieve-Begriff ist, wie erläutert, heute nicht mehr gebräuchlich. Erhalten hat er sich indes in zahlreichen Ortsnamen, generell in ländlichen Gegenden.
Beispiele:
- Città della Pieve (Provinz Perugia)
- Gadesco-Pieve Delmona (Provinz Cremona)
- Pieve a Nievole (Provinz Pistoia)
- Pieve Albignola (Provinz Pavia)
- Pieve d’Alpago (Provinz Belluno)
- Pieve del Cairo (Provinz Pavia)
- Pieve di Bono (Provinz Trient)
- Pieve di Cadore (Provinz Belluno)
- Pieve di Cento (Metropolitanstadt Bologna)
- Pieve di Coriano (Provinz Mantua)
- Pieve di Ledro (Provinz Trient)
- Pieve di Soligo (Provinz Treviso)
- Pieve di Teco (Provinz Imperia)
- Pieve d’Olmi (Provinz Cremona)
- Pieve Emanuele (Metropolitanstadt Mailand)
- Pieve Fissiraga (Provinz Lodi)
- Pieve Fosciana (Provinz Lucca)
- Pieve Ligure (Metropolitanstadt Genua)
- Pieve Porto Morone (Provinz Pavia)
- Pieve San Giacomo (Provinz Cremona)
- Pieve Santo Stefano (Provinz Arezzo)
- Pieve Tesino (Provinz Trient)
- Pieve Torina (Provinz Macerata)
- Pieve Vergonte (Provinz Verbano-Cusio-Ossola)
- Pievebovigliana (Provinz Macerata)
- Pievepelago (Provinz Modena)